# 警固神社
警固神社（けごじんじゃ）は、福岡県福岡市中央区にある神社である。旧社格は県社。

## 祭神
警固大神（八十禍津日・神神直毘神・大直毘神の三柱）
　八十禍津日神（やそまがつひのかみ）
　神直毘神（かんなおびのかみ）
　大直毘神（おおなおびのかみ）

## 歴史
社伝では神功皇后による三韓征伐の際、皇后の船団を守護し勝利に導いた警固大神を福崎（現在の福岡城本丸周辺）の地に祀ったのが始まりとされる。慶長6年（1601年）福岡城築城の際に下警固村（現在の福岡市中央区天神周辺）に移され、慶長13年（1608年）に福岡城主黒田長政によって現在の場所に社殿が造営された。大正5年（1916年）、県社に列格した。
社名及び周辺の地名である『警固』はかつて鴻臚館にあった役所『警固所』に由来する。

## 施設

拝殿

神門

- 拝殿
- 本殿
- 大鳥居
- 神門
- 針乃碑
- 今益稲荷神社
- 神徳殿（貸し会場）

警固公園は神社北隣に接する。

## 交通
- 西日本鉄道天神大牟田線西鉄福岡（天神）駅 （南口）徒歩1分
- 福岡市地下鉄空港線天神駅 徒歩7分
- 福岡市地下鉄七隈線天神南駅 徒歩4分
- 西鉄バス「天神警固神社・三越前」 徒歩1分

## 写真

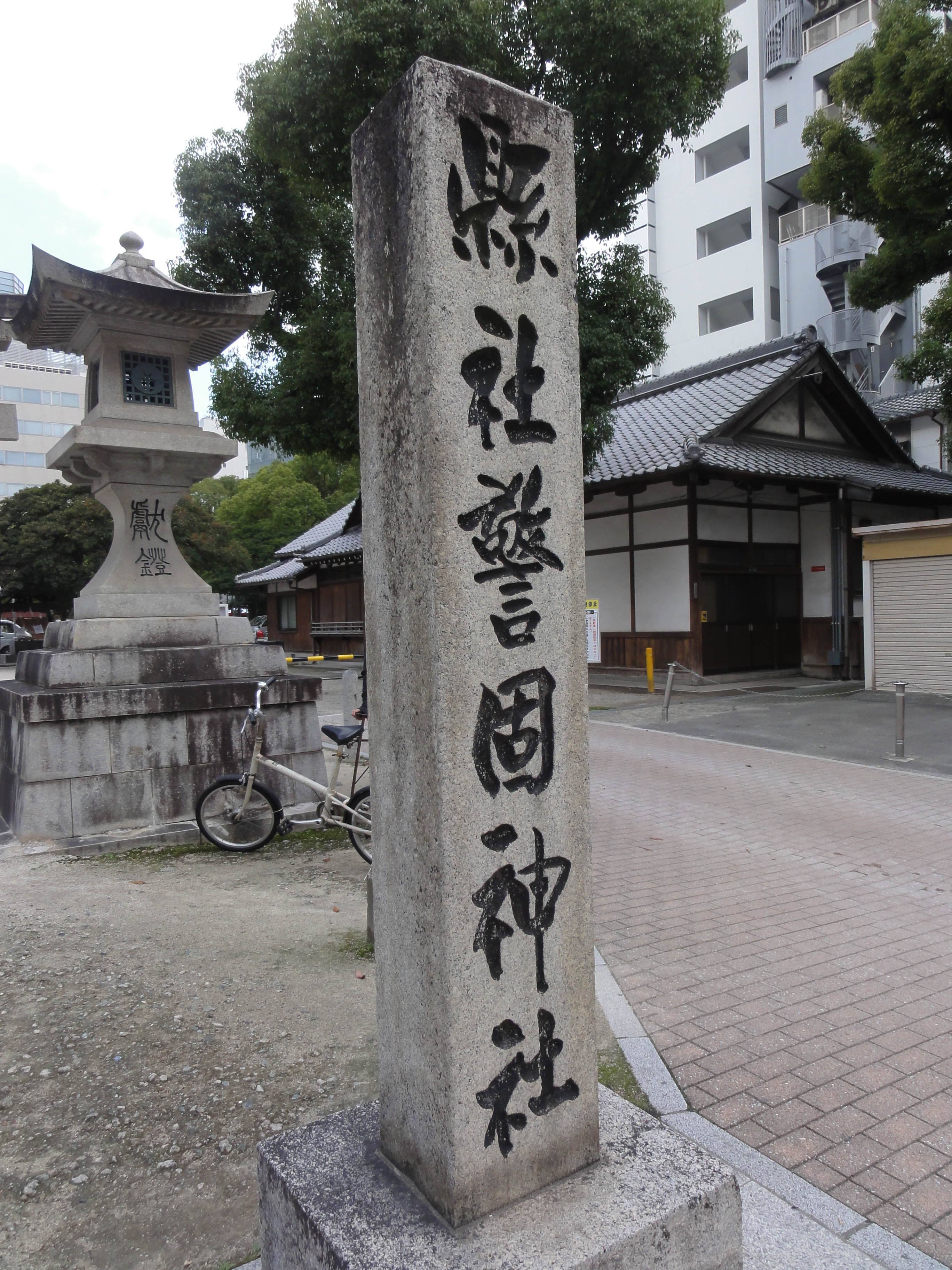
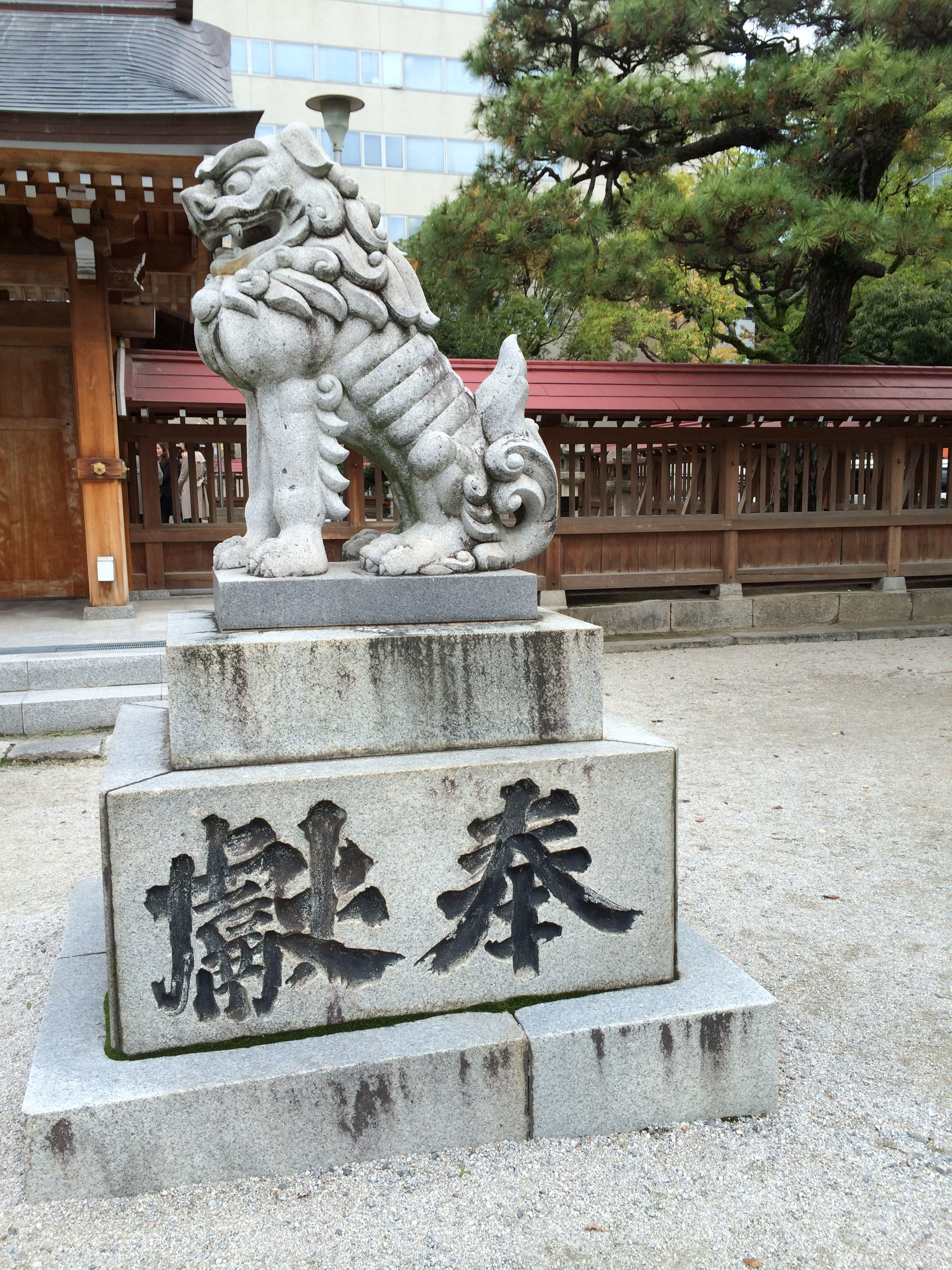